# Кувейт (залив)
Куве́йт Кувейтская бухта (араб. جون الكويت‎) — залив, северо-западная часть Персидского залива, на северо-восточном побережье Аравийского полуострова, в Кувейте. На южном побережье залива расположен город Эль-Кувейт. В пригороде Эш-Шувайх расположен порт Эш-Шувайх. В западной части залива расположен портовый город Эль-Джахра. В заливе расположен необитаемый остров Умм-эн-Намил. У входа в залив — необитаемые острова Файлака, Маскан и Ауха.
Через пролив строится мост Джабера. Мост состоит из двух частей. Основной мост длиной 36,1 километра связывает Эш-Шувайх с местностью Эс-Сабия на противоположном, северном берегу Кувейт, где запланировано строительство города Эс-Сабия. Длина морской мостовой конструкции составляет 27 километров. Второй мост длиной 12,4 километра соединит Эш-Шувайх и пригород Доха в южной части залива Кувейт у входа в бухту Сулайбихат. Проект включает в себя два искусственных острова — Южный и Северный. Для прохода судов предусмотрен канатный висячий мост длиной 340 метров.
Город Эс-Сабия или Мадинат аль-Харир («Город шёлка») намечено основать на побережье Персидского залива, в 80 километрах к северу от столицы, напротив юго-западной оконечности острова Бубиян. В Эс-Сабии планируется строительство 1001-метрового небоскрёба Бурдж Мубарак аль-Кабир.
В Эс-Сабия британские археологи под руководством Роберта Картера (Robert Carter) раскопали неолитическое поселение убейдского периода. Найдены фрагменты древних кораблей, представляющие собой пластины битума с отпечатками тростника, датируемые 5000 годом до н. э. Пластины битума найдены в Акказе, месте парфяно-сасанидского периода на бывшем острове в южной части залива Кувейт. Пластины битума раннедильмунского периода найдены на островах Умм-эн-Намил и Файлака.
Акказ представляет собой остров, который во второй половине XX века был соединён с материком дамбой. Большинство памятников на нём были уничтожены во время строительства нефтяного терминала. Сохранился только один телль.
В Эс-Сабия находится крупная тепловая электростанция и опреснительная установка. В местности Каср-эс-Сабия (от араб. قصر‎ — крепость) находились руины форта, который охранял вход в пролив Хор-эс-Сабия.
В период с 30 апреля 1793 года по 27 августа 1795 года на южном побережье залива находилась фактория британской Ост-Индской компании.
Вход в залив обрамляют маяки на острове Ауха и мысе Эль-Ард в Эс-Салимия. В порту Доха во время Иракской войны находилась база армии США «Кэмп Доха».